# Glypta vespertina
Glypta vespertina là một loài tò vò trong họ Ichneumonidae.